# Astrocladus hirtus
Astrocladus hirtus är en ormstjärneart som beskrevs av Ole Theodor Jensen Mortensen 1933. Astrocladus hirtus ingår i släktet Astrocladus och familjen medusahuvuden. Inga underarter finns listade i Catalogue of Life.